# مصفوفة منطق مبرمجة

تصميم المصفوفة المبرمجة

المصفوفة المنطقية المبرمجة (بالإنجليزية: Programmable Logic Array)‏ أو مختصرة PLA هي عبارة عن توصيل مصفوفتين منطقيتين على التوالي، الأولى تحتوي على بوابة قران (AND Gatter) والمصفوفة الثانية على بوابة اختيار (بوابة أو OR Gatter).
تقنياً مصفوفة القران (AND) يتم برمجتها وبوابة OR تختار التركيبات المناسبة لهذه البرمجة من أجل القيام بمهمة ما، كتشغيل محرك أو تفعيل مفتاح دائرة كهربائية ما.

## البدائل الجديدة
ليس للمصفوفة المبرمجة استخدامات كثيرة وحلت مكانها تركيبات أفضل (Complex Programmable Logic Device) أو CPDL مختصرة.
الـ CPDL والـ PDL متشابهتين من ناحية استخدام المصفوفتين المبرمجتين وهما قابلين للبرمجة الكهربائية وللحذف (تحديث محتوى المصفوفتين) كهربائيًا أيضًا، أي باستخدام فرق الجهد الكهربائي ليعطيا القيمتين الرقميتين (0 و1).
إحدى البرمجيات لعتاد الحاسوب وهي برمجة VHDL (راجع في إتش دي إل) وتعمل وفق مبدأ مشابه للـ CPDL.

## تطبيقات
إحدى تطبيقات المصفوفة المبرمجة هي ما يعرف بالتفرع الشَرطِي: فمثلا لو اعتبرنا بأن آلة ما لها 3 حالات
1: حالة التشغيل (on state)
2: حالة الإيقاف (off state)
3: حالة السكون (stand by state)
فيتم برمجة الحالات الثلاثة والانتقال بينها تلقائيا في المصفوفات المنطقية، فعلى سبيل المثال ان كانت الآلة قد بُرمجت لتصع عدد معين من قطع معدنية مثلا، فعليها الانتقال من الحالة الأولى إلى الحالة الثانية أو الثالثة (حسب البرمجة المسبقة).